# Franco della Nuova Caledonia
Il franco è la valuta della Nuova Caledonia e di Wallis e Futuna. È suddiviso in 100 centime. Dal 1945 fa parte del Franco CFP.

## Storia
Fino al 1873 in Nuova Caledonia circolava il franco francese. In quell'anno vennero emesse banconote specifiche per l'utilizzo sull'isola, che circolarono insieme alle monete francesi. Nel 1945 venne introdotto il franco CFP, con monete coniate per la Nuova Caledonia dal 1949. Il franco CFP è utilizzato anche nella Polinesia francese ed è stato utilizzato nelle Nuove Ebridi fino al 1982. Dal 1985 vengono emesse banconote comuni per la Nuova Caledonia e la Polinesia francese, sebbene le monete rimangano distinte.

## Monete
Nel 1949 vennero introdotte monete di alluminio da 50 centimes, 1 e 2 franchi, seguite nel 1952 da monete di alluminio da 5 franchi. La moneta da 50 centimes venne emessa solamente nel 1949. Nel 1967 furono introdotte monete in nichel da 10, 20 e 50 franchi, seguite dalle monete in nichel-bronzo da 100 franchi nel 1976.
Il disegno generale delle monete non è cambiato dalla loro introduzione e il rovescio è sempre stato identico a quello delle monete del franco della Polinesia francese. Le uniche modifiche degne di nota riguardano la rimozione del testo "Union Française" dopo il 1952 e l'aggiunta della scritta "I.E.O.M" (acronimo dell'Institut d'émission d'Outre-Mer) sul rovescio nel 1972.
Attualmente sono in circolazione sette tagli. Solamente la moneta da 50 centimes ha cessato di circolare. Le monete da 1, 2 e 5 franchi riportano tutte l'uccello nazionale, il kagu. Quella da 10 franchi è caratterizzata da una barca delle tribù indigene. La moneta da 20 franchi riporta le teste di tre capi di bestiame volti a sinistra. Quelle da 50 e 100 franchi portano il medesimo disegno: una capanna della popolazione indigena, con un albero di palma dietro, e tre foglie di palma circostanti.

## Banconote
Tra il 1873 e il 1878 la Compagnia della Nuova Caledonia (Compagnie de la Nouvelle Calédonie) introdusse banconote da 5 e 20 franchi. Queste vennero seguite nel 1875 da banconote della Banca della Nuova Caledonia (Banque de la Nouvelle Calédonie) in tagli da 5, 20, 100 e 500 franchi. Negli anni 90 la Banca dell'Indocina (Banque de l'Indochine) iniziò ad emettere banconote nella città di Numea in tagli da 5, 20, 100 e 500 franchi.
Tra il 1914 e il 1923 vennero usati i francobolli postali come valuta. Le prime emissioni erano costituite da pezzi di cartone ai quali venivano attaccati i francobolli in tagli da 25 e 50 centimes, 1 e 2 franchi, con il taglio da 50 centimes realizzato sia con un singolo francobollo da 50 centimes, sia utilizzandone uno da 15 e uno da 35 centimes. La seconda emissione del 1922 consisteva in francobolli da 25 e 50 centimes incapsulati nell'alluminio.
Tra il 1918 e il 1919 il Tesoro di Numea introdusse banconote da 50 centimes, 1 e 2 franchi. Nel 1942 emise banconote da 50 centimes, 1 e 2 franchi in nome del movimento Francia libera, con l'aggiunta di banconote da 5 e 20 franchi nel 1943.
Nel 1969 l'Institut d'Emission d'Outre-Mer di Numea assunse il controllo dell'emissione di carta moneta, introducendo banconote da 100, 500, 1 000 e 5 000 franchi. Le banconote da 100 e 1 000 franchi hanno due versioni. Nella prima emissione mancava la qualifica dello Stato "République française". Le banconote da 500 e 5 000 franchi hanno avuto tale qualifica fin dalla loro introduzione. La banconota da 100 franchi fu sostituita da monete nel 1976.
Nel 1985 vennero introdotte banconote da 10 000 franchi comuni a tutti i territori francesi del Pacifico. A queste seguirono, tra il 1992 e il 1996, banconote da 500, 1 000 e 5 000 franchi per tutti i territori francesi del Pacifico. Il disegno generale non è cambiato dal 1969.